# Tristerix penduliflorus
Tristerix penduliflorus är en tvåhjärtbladig växtart som beskrevs av J. Kuijt. Tristerix penduliflorus ingår i släktet Tristerix och familjen Loranthaceae. Inga underarter finns listade i Catalogue of Life.